# Inženýrské a průmyslové stavby
Inženýrské a průmyslové stavby neboli IPS byla česká stavební společnost, která se v roce 2000 stala součástí švédského koncernu Skanska.
Historie IPS sahá až do roku 1953, kdy byl založen státní podnik Zemstav, od roku 1961 působící jako Inženýrské a průmyslové stavby. V 70. a 80. letech byly IPS patronátním podnikem Sportovního klubu Slavia, který zastřešoval různé sportovní oddíly, kterým přerozdělovat finanční podporu od IPS. Například v letech 1973-1991 IPS takto sponzorovaly fotbalový oddíl. Zkratka IPS pak byla v letech 1977-1991 součástí názvu klubu. Po Sametové revoluci nebyly IPS spokojeny s tím, jak jednotlivé oddíly firmu prezentovaly, a rozhodly se podporovat jeden sport. Ve fotbalovém oddíle tehdy (po příchodu mecenáše Borise Korbela) panovala vůči IPS nevraživost, a tak se IPS rozhodly podporovat hokejový oddíl.
11. března 1991 stát schválil zakladatelský plán transformující IPS na akciovou společnost, která byla 19. března 1991 pod názvem Inženýrské a průmyslové stavby, a.s. zapsána do obchodního rejstříku. Stát se následně rozhodl IPS privatizovat prostřednictvím kupónové privatizace.
Většina účastníků kupónové privatizace svěřila své investiční body privatizačním fondům, které následně IPS ovládly. V roce 1995 tak v představenstvu společnosti zasedli například generální ředitel České spořitelny Jaroslav Klapal, jeho náměstek Petr Budinský, nebo šéf investiční skupiny PPF Petr Kellner. V červnu 1998 byl oficiální název společnosti změněn na IPS, a.s.
V roce 1999 se manažeři České spořitelny, Komerční banky a Živnobanky rozhodli prodat majoritní podíl v IPS, který držely bankami spravované privatizační fondy. Celkem čtyři společnosti dostaly možnost provést hloubkovou kontrolu (due diligence), nejvyšší nabídku následně podaly Středoevropská Stavební a Skanska. Bankéři chtěli IPS prodat kapitálově silnější Skansce, Luděk Sekyra který stál za StS však proti tomu protestoval. Za jeho zájmy skrytě lobboval i místopředseda parlamentu a ODS Ivan Langer a podnikatel František Mrázek. Bankéři se nakonec rozhodli vyzvat účastníky k dalšímu kolu podání nabídek, ve kterém o vítězi rozhodovala pouze nabídnutá cena. StS nabídla 262,6 Kč za akcii, o jedno procento víc než Skanska, a podařilo se jí dojednat dvoumiliardový úvěr od Investiční a poštovní banky (IPB) k financování celé transakce. Úvěr však byl pouze na jeden měsíc, nikoliv na předjednaných devět let.
StS se tak stala majoritním vlastníkem IPS a 13. dubna 2000 zvolila Luďka Sekyru předsedou představenstva IPS, IPB však měla kdykoliv možnost vykonat zástavní právo k akciím. Po vyhlášení nucené správy na IPB a převodu jejích aktiv na ČSOB musela StS akcie IPS odprodat konkurenční Skansce, která 20. července 2000 vyměnila orgány IPS. V červnu 2001 byl název společnosti změněn na IPS Skanska a.s., 1. října 2002 zanikla fúzí se společností Skanska CZ, a.s.